# Atysilla wittei
Atysilla wittei är en skalbaggsart som beskrevs av Louis Burgeon 1946. Atysilla wittei ingår i släktet Atysilla och familjen Melolonthidae. Inga underarter finns listade.